# Прогормон
Прогормони — складні речовини, що виробляються ендокринними клітинами в процесі біосинтезу гормонів, що є безпосередніми біологічними попередниками гормонів.
Прогормони зазвичай не мають гормональних властивостей і набувають їх тільки після перетворення на гормони в секреторних клітинах, або в периферичних тканинах.
До прогормонів не відносяться вихідні субстрати для біосинтезу гормонів, зокрема, попередники стероїдних гормонів (такі, як прегненолон) або тирозин.
До прогормонів, відносять:
- Препроінсулін
- Проінсулін
- Проопіомеланокортин
- Ліпокортин

У певному сенсі прогормонами є також тироксин, конвертований безпосередньо в тканинах у активніший трийодтиронін, і тестостерон, конвертований в дигідротестостерон.